# Kokoy de Santos
Ronald Marquez de Santos Jr., conosciuto professionalmente come Kokoy de Santos, (General Trias, 15 maggio 1998) è un attore, cantante, ballerino e modello filippino.

## Biografia
Kokoy de Santos è nato Ronald Marquez de Santos Jr. il 15 maggio 1998 a General Trias, Cavite, nelle Filippine. Figlio di Ronald de Santos e Chenie Marquez de Santos, Kokoy ha una sorella, Kai, ed un fratello, Gel.
Ha esordito come attore nel 2011 nella serie televisiva Futbolilits. Dopo aver recitato in altre serie, nel 2013 recita nel suo primo lungometraggio Bromance: My Brother's Romance.
Nel 2019 recita nel film F#*@bois di Eduardo Roy Jr.. Il film viene presentato ufficialmente al 15° Cinemalaya Philippine Independent Film Festival ed ha dato una svolta alla sua carriera.
Nel maggio 2020 è stato scelto come uno degli attori principali della serie die YouTube, Gameboys. Prodotta da The IdeaFirst Company, è una serie boys love (BL) nelle Filippine che racconta la storia di due giovani ragazzi che si sono ritrovati online durante la pandemia di COVID-19. In questa web serie in tredici episodi, Kokoy interpreta il ruolo di Gavreel Alarcon al fianco di Elijah Canlas che interpreta il ruolo di Cairo Lazaro, un famoso streamer di giochi online.
Sempre nel 2020 ha recitato in un'altra webserie, Oh, Mando!.

## Filmografia

### Cinema
- Emir, regia di Chito S. Roño (2010)
- Bromance: My Brother's Romance, regia di Wenn V. Deramas (2013)
- Kimmy Dora: Ang Kiyemeng Prequel, regia di Chris Martinez (2013)
- Tumbang preso, regia di Kip Oebanda (2014)
- Kid Kulafu, regia di Paul Soriano (2015)
- Die Beautiful, regia di Jun Robles Lana (2016)
- Signal Rock, regia di Chito S. Roño (2018)
- The Hopeful Romantic, regia di Topel Lee (2018)
- F#*@bois, regia di Eduardo Roy Jr. (2019)
- Hellcome Home, regia di Bobby Bonifacio Jr. (2019)
- How to Die Young in Manila, regia di Petersen Vargas – cortometraggio (2020)
- Gameboys: The Movie, regia di Ivan Andrew Payawal (2021)
- Death by Desire, regia di Prime Cruz (2023)
- Mary Cherry Chua, regia di Roni Benaid (2023)
- Topakk, regia di Richard Somes (2023)
- Anak Ka ng Ina Mo, regia di Jun Lana (2023)
- Firefly, regia di Zig Madamba Dulay (2023)
- And the Breadwinner Is..., regia di Jun Lana (2024)

### Televisione
- Futbolilits – serie TV (2011)
- Maalaala Mo Kaya – serie TV, 19 episodi (2012-2020)
- Kidlat – serie TV (2013)
- My Husband's Lover – serie TV, 2 episodi (2013) non accreditato
- #ParangNormal Activity – serie TV, 6 episodi (2015)
- Oh My G! – serie TV (2015)
- The Greatest Love – serie TV (2016)
- Doors – miniserie TV, 1 episodio (2018)
- Pusong Ligaw – serie TV (2018)
- Alamat Ng Ano – serie TV, 1 episodio (2018) non accreditato
- The Killer Bride – serie TV, 3 episodi (2019) non accreditato
- I Am U, regia di Dwein Ruedas Baltazar – miniserie TV (2020)
- Ipaglaban Mo! – serie TV, 1 episodio (2020)
- Stay-In Love – serie TV, 13 episodi (2020-2021)
- Dear Uge – serie TV, 1 episodio (2021)
- Regal Studio Presents – serie TV, 1 episodio (2021)
- Pepito Manaloto: Ang Unang Kuwento – serie TV, 24 episodi (2021-2022)
- Magpakailanman – serie TV, 3 episodi (2022-2023)
- Daig Kayo ng Lola Ko – serie TV, 2 episodi (2022)
- Bubble Gang – serie TV, 122 episodi (2022-2025)
- Daddy's Gurl – serie TV, 1 episodio (2023)
- The Write One – serie TV, 39 episodi (2023)
- Voltus 5 Eredità (Voltes V: Legacy) – serie TV, 90 episodi (2023)
- OK ako, regia di Tata Betita – miniserie TV, 1 episodio (2024)
- Mga batang riles – serie TV, 47 episodi (2025)

### Web series
- Pearl Next Door – webserie, 1 episodio (2020)
- Gameboys – webserie, 21 episodi (2020-2022)
- Oh, Mando! – webserie, 6 episodi (2020)
- Love vs Stars – webserie, 13 episodi (2021)

### Video musicali
- Dulo, regia di Carl Guevara (2021)

## Riconoscimenti
- 2020 – YCC Award[4]
  - Nomination Best Performance by Male or Female, Adult or Child, Individual or Ensemble in Leading or Supporting Role per F#*@bois (con Royce Cabrera)
- 2020 – RAWR Awards|[5]
  - Nomination Beshie Ng Taon per I Am U
- 2020 – PUSH Music Awards|[6]
  - Nomination Push Breakthrough Star of 2020
- 2020 – Pinoy Boys' Love Awards
  - Miglior coppia per Gameboys (con Elijah Canlas)